# Herb gminy Czarna Dąbrówka
Herb gminy Czarna Dąbrówka – jeden z symboli gminy Czarna Dąbrówka.

## Historia
Dawnej obowiązywał wzór, opisany w statucie gminy z 14 czerwca 1996. Herb przedstawiał na tarczy wizerunek trzech świerków, pod którymi umieszczono niebieski strumień wody. Były one obramowane obustronnie pszenicznymi kłoskami zwieńczonymi u góry trójlistną koniczyną. Po obu stronach obramowania znajdowały się wypustki w kształcie falujących flag Polski.

## Wygląd
Herb gminy ma kształt tarczy herbowej z czarną obwódką koloru niebieskiego. W jej centralnej części umieszczono złoty dąb z liśćmi i żołędziami. Po jego obu stronach znajdują się dwie orle głowy koloru białego ze złotymi dziobami, patrzące jedna w prawo, a druga w lewo.